# Бо (оръжие)
Вижте пояснителната страница за други значения на Бо.
Бо (на японски: 棒 [bō], на английски: bo staff) е вид оръжие, използвано в окинавското бойно изкуство боджицу. Представлява пръчка (тояга), изработена най-често от дървесен материал. Общоприето е, че бо се появява за първи път във феодална Япония на Окинава.
За разлика от острите мечове или заострените копия, тоягата е тъпо оръжие, което позволява на владеещия да победи противник, без да го убива. Тази характеристика е в съответствие с будисткия принцип за мир и милост. Ето защо е широко разпространено мнението, че бо, което може да служи и като бастун или като някакъв друг инструмент, е било оръжието за „ежедневно носене“, предпочитано от монасите от Шаолин.

## Описание
Бо варира от тежки до леки, от твърди до много гъвкави и от прости парчета дърво, взети от гората, до богато украсени произведения на изкуството. Гъвкавостта е важна, тъй като позволява тоягата да се огъва, без да се счупи или разцепи. По същия начин е необходима и известна степен на твърдост и тежест, за да може тя да се използва за отклоняване на други оръжия и да бъде ефективен инструмент при бой.

### Материал
По правило бо се изработва от твърда и гъвкава дървесина, като червен или бял дъб, габър, бук или бамбук. Много разпространено е ратановото дърво заради неговата гъвкавост. Понякога, с цел увеличаване силата на удара, бо се прави от метал или облицова с метал.
Модерните бо често са направени от леки метали (като алуминий) или синтетичен материал (като графит), което ги прави леки и лесни за бързо придвижване. Това е характеристика, която е важна в демонстрациите и състезанията по екстремни бойни изкуства (XMA, на английски: Xtreme Martial Arts).

### Характеристики

#### Дължина
Традиционното бо е около 1,8 метра, но дължината му варира и може да достигне до 2,7 метра. Стандартното бо понякога се нарича року-шаку-бо (на японски: 六尺棒 [rokushakubō]). Това име произлиза от японските думи року (на японски: 六 – шест), шаку (на японски: 尺 – японска мярка, еквивалентна на 30,3 см) и бо. По този начин року-шаку-бо се отнася до тояга с дължина 6 пъти шаку, или 1,82 метра. В старите дни тази дължина е била важна за бойните цели, тъй като е давала на притежателя по-голямо разстояние за удар. В днешно време по-къси дължини обикновено се използват за състезателни цели.
Някои училища по бойни изкуства препоръчват на учениците си да избират дължината на бо според личния си ръст или малко по-късо, до нивото на веждите. Това прави тяхното бо по-лесно за боравене.
Други свързани оръжия са джо (jō), което е дълго 1,2 метра и ханбо (hanbō – половин bō), с дължина от 90 см.

#### Ширина
Стандартната централна ширина на бо по правило е 1 инч (2,54 см) в диаметър или 8 см в обиколка. Този диаметър може да бъде по-голям или по-малък в зависимост от захвата на боравещия и неговите предпочитания. Тази дебелина позволява тоягата да се стисне здраво в юмрук, с цел блокиране и противодействие на атаката.
С цел укрепване на удара, понякога краищата на бо могат да бъдат леко заострени и малко по-тесни от централната му част, обикновено 3/4 инча (1,9 см) в диаметър. Като правило заострените краища улесняват по-бързото движение, поради което някои турнирни състезатели използват бо с диаметър на заострените краища от 1/2 инча.

#### Тегло
Бо се различават значително по тегло. Синтетичното бо, използвано за XMA състезания може да тежи само 113 грама, докато традиционното бо от твърда дървесина може да тежи 1,8 кг и повече. Теглото може да зависи от редица фактори, като дължина, тип и плътност на материала, дали е плътно или кухо, както и степен на заостреност на върховете.

### Форма
По-старите бо са кръгли (maru-bo), квадратни (kaku-bo и rokkaku-bo) или осмоъгълни (hakkaku-bo). Някои смятат, че осмоъгълните бо са по-лесни за задържане поради ръбовете. Също така ръбовете осигуряват фокусирана точка на контакт, която може да причини повече щети върху поразяваната цел.

## Техника на използване
Често техниките от боджицу се съчетават с техники от други бойни изкуства, достигнали до Окинава чрез търговия и китайски монаси. В него преобладават комбинация от удари със замах, но също така се срещат и мушкания, както и блокове и ключове. Тези техники често приличат на движения с празна ръка, следвайки философията, че бо е просто „удължение на крайниците“. Следователно боджицу често се включва в други стилове на бой с празни ръце, като карате. Бо също може да бъде използвано като копие или дълъг меч.
Бо е лесно за употреба и трудно за усъвършенстване оръжие. Обикновено се захваща на една трета от края му и когато се държи хоризонтално отпред, дясната длан е обърната настрани от тялото, а лявата ръка е обърната към тялото, което позволява на тоягата да се върти. Силата се генерира от задната ръка, която дърпа тоягата, докато предната ръка се използва за насочване.

## История
Най-ранната форма на бо, жезъла, е била използвана в цяла Азия от началото на писмената история. Голямото им тегло в комбинация с трудната изработка и ненадеждност довеждат до изработването на консайбо (много далечен вариант на канабо), което е направено от дърво и обковано с желязо. То е било все още твърде тромаво за реална битка, така че по-късно е заменено от тояги от твърда дървесина, които са били използвани за самозащита от монасите и обикновените хора. Тоягата еволюира в бо с основаването на кобудо (на японски: 沖縄古武道) – древна бойна система за работа с оръжия, която се появява в Окинава в началото на XVII век.
Въпреки че бо сега се използва като оръжие, някои смятат, че употребата му е еволюирала от тенбина – дълга пръчка, която се използва за балансиране на кофи с вода или кошници с прибрана реколта или риба. В по-бедните аграрни икономики тя остава традиционен инструмент за работа в земеделието.